# Champagne de Castellane
Le Champagne de Castellane est une maison de Champagne, installée à Épernay. Elle fut créée en 1895 par le vicomte Florens de Castellane, cousin du célèbre Boni, figure haute du tout-Paris de la fin du XIXe siècle. La famille de Castellane est une ancienne famille remontant aux comtes d'Arles et de Provence. 

## Maison de Champagne
Le vicomte choisit comme emblème de sa marque, la croix de saint André de couleur rouge, en hommage à l'étendard du plus ancien régiment de Champagne. Rapidement son champagne devint le symbole de la mode et de la fête. Cette croix inspira de nombreux artistes — Capiello, Gastou, Mercier, Pierre Risch, Ty Wilson, Véronique Morvan et Léo Kouper — et plus de 150 œuvres la mettent en valeur.

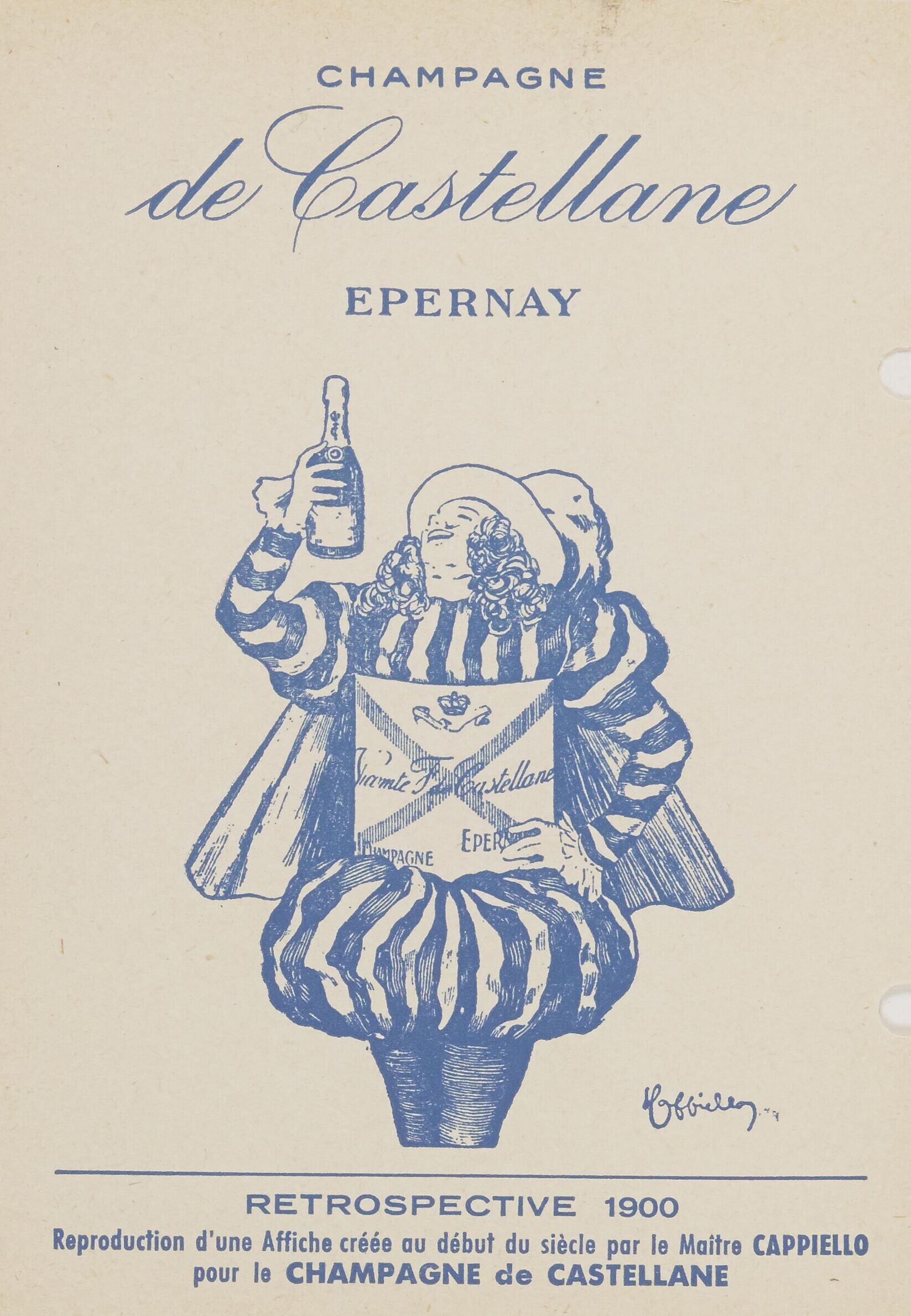
Une publicité vers 1900.

Cependant l'affaire fut cédée à la famille Mérand qui conserva le nom prestigieux. Le long de la voie de chemin de fer et à proximité de la Marne, elle fit construire les bâtiments Art nouveau, sièges de la maison de négoce et inscrit à l’inventaire des monuments historiques avec la tour château d'eau de Castellane, haute de 66 mètres (237 marches), la centaine de cuves et les neuf kilomètres de caves. Cette tour a une vocation publicitaire visant à augmenter la visibilité de cette maison de champagne depuis l'avenue de Champagne,, elle est l'un des points de vue de la ville, elle montre aussi le nombre de points de distribution dans le monde (New-York, Sidney, Barcelone, Copenhague, Alexandrie, Bucarest...).
La maison appartient aujourd'hui au groupe Laurent-Perrier. 
Les bâtiments abritent un musée de la tradition champenoise consacré à l'évolution des techniques vinicoles et permettant de découvrir l'élaboration du vin de champagne.

## L'architecture
Les premiers bâtiments sont construits à partir de 1889 et la tour fut achevée en 1904. Contrairement à une légende urbaine, les bâtiments de l'Union champenoise ne doivent rien à l'intervention de Marius Toudoire. Il faudrait plutôt les attribuer à l'architecte parisien Alexandre-Édouard Fournier (1863- ?),. Cette construction fait l'objet d'une visite de la Société des architectes de la Marne, qui la relate dans leur publication en 1907. On évoque également cette architecture dans les publications spécialisées relatives au béton armé.

## Images

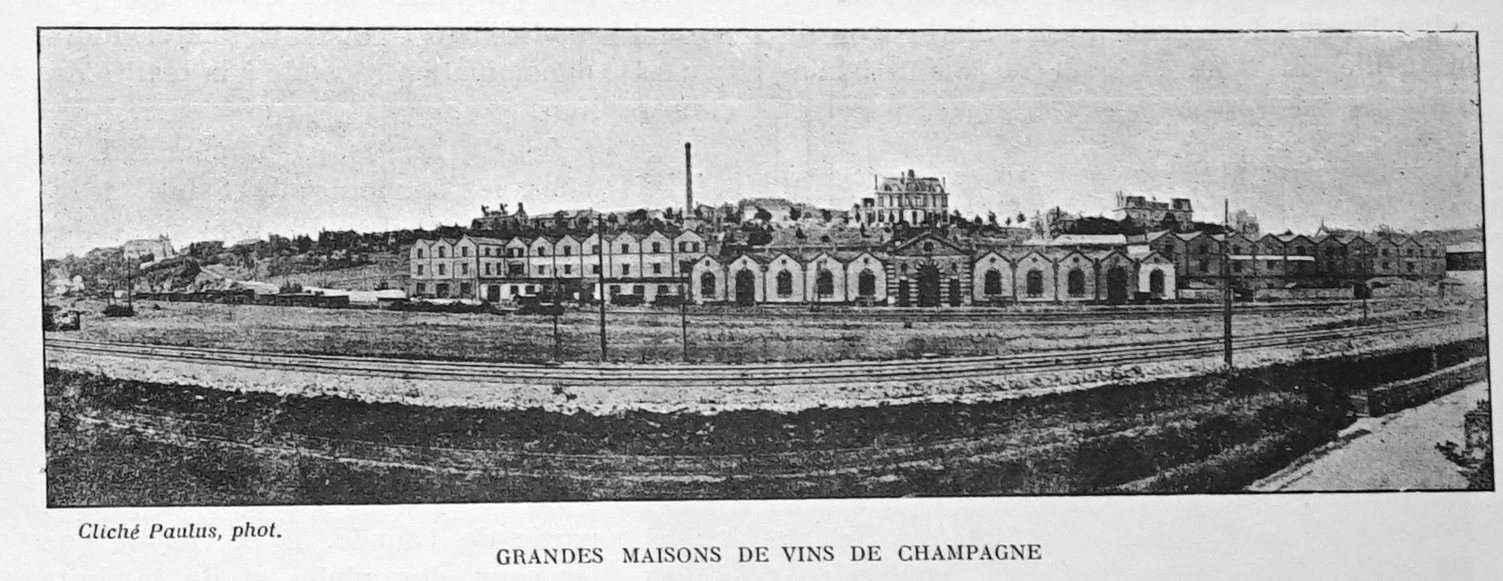
Premiers bâtiments en 1900 depuis la voie de chemin de fer,
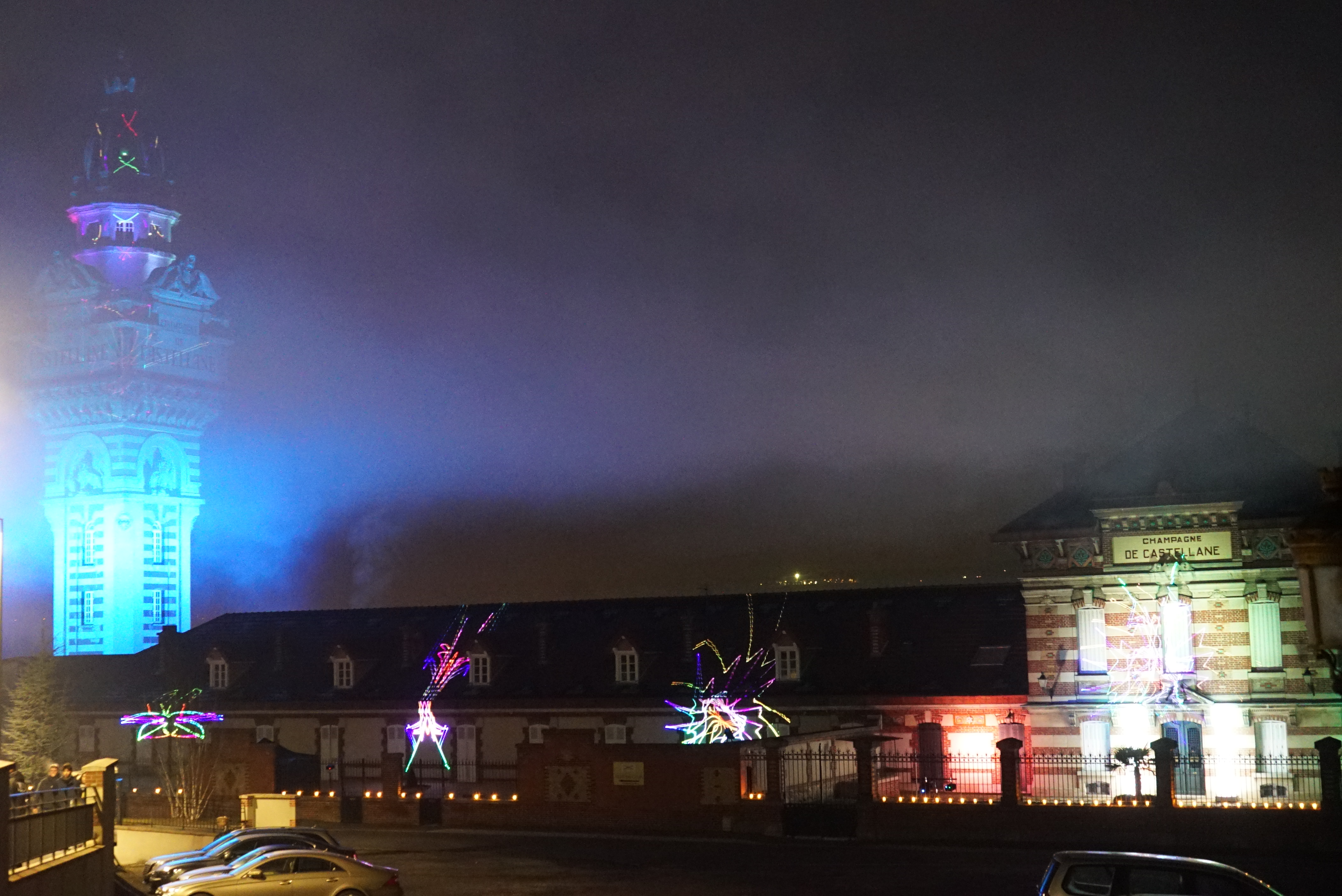
De nuit côté rue de Verdun,
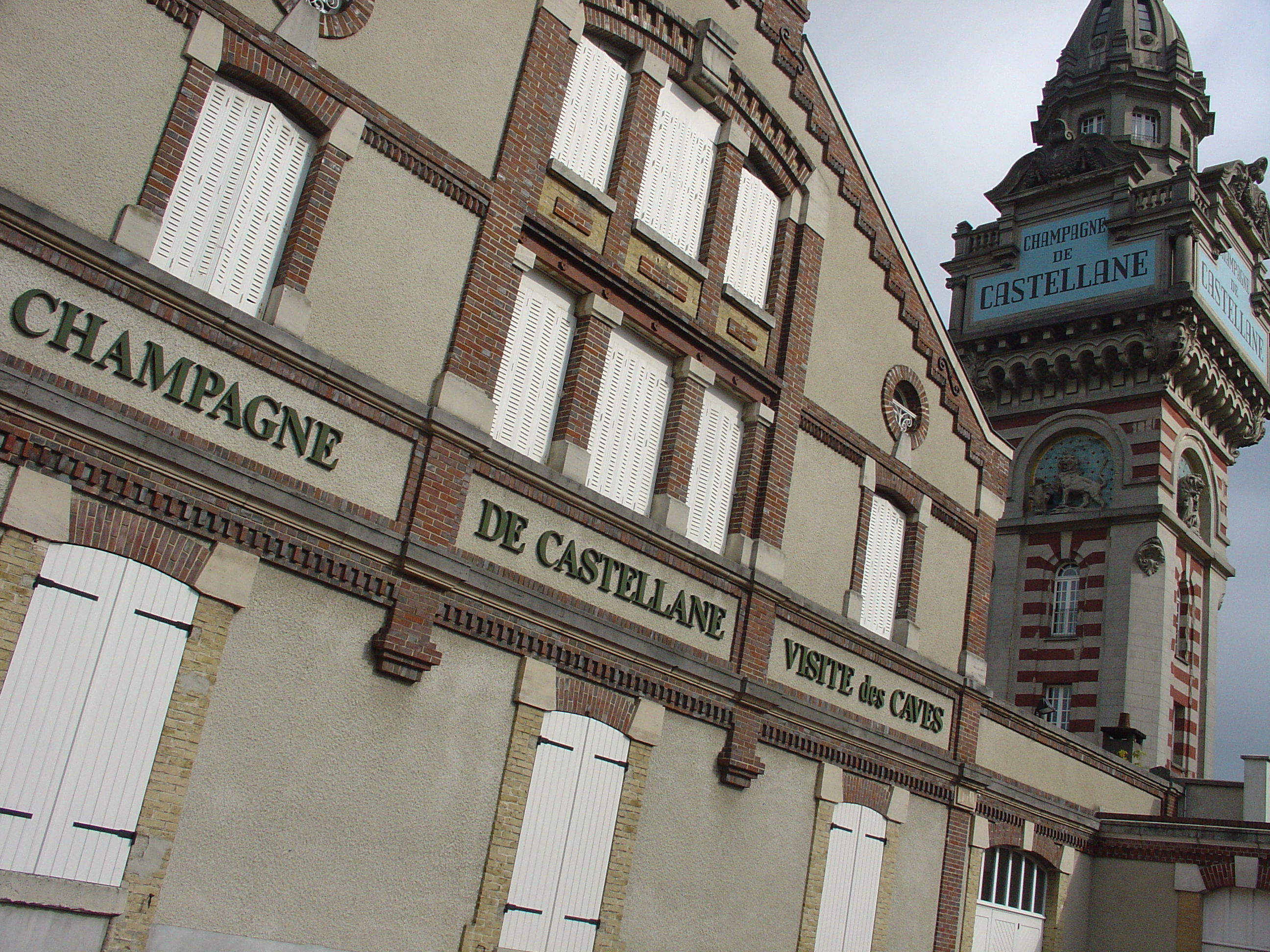
Bâtiments au pied de la tour, vu depuis le parking.
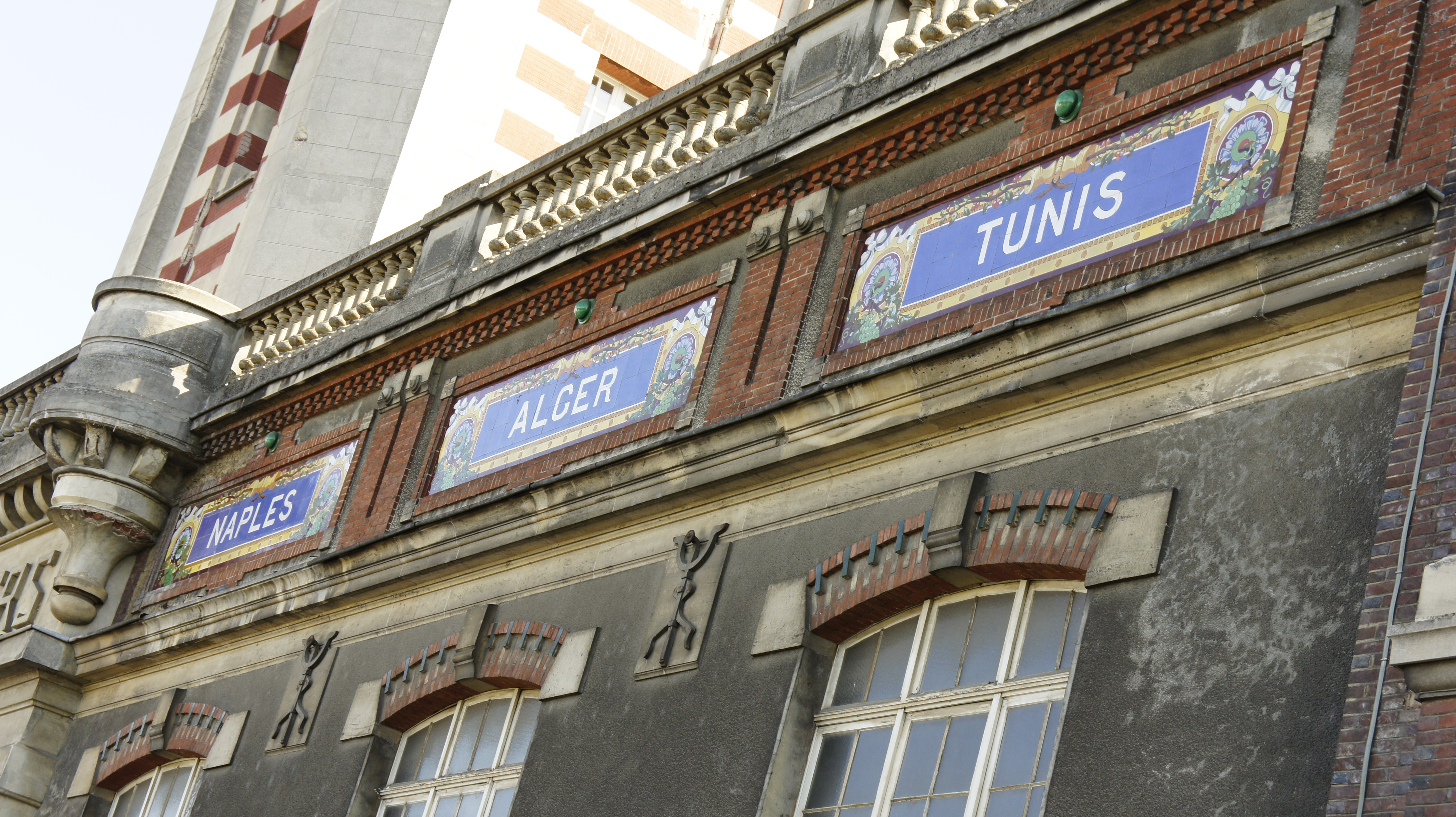
Bâtiments au pied de la tour, vu depuis le parking, vente à Tunis, Alger, Naples.